# Psaliodes liebra
Psaliodes liebra är en fjärilsart som beskrevs av Paul Dognin 1899. Psaliodes liebra ingår i släktet Psaliodes och familjen mätare. Inga underarter finns listade i Catalogue of Life.